# 大果大风子
大果大风子（学名：Hydnocarpus macrocarpus）是一种属于青钟麻科大风子属的乔木。分布于印度、缅甸、泰国、越南以及中国云南。

## 特征描述
大果大风子高度可达12-15米，树皮呈灰色。小枝密被星状毛和简单的柔毛。叶呈椭圆形，先端渐尖，基部常呈圆钝，偶尔呈宽楔形，两侧常不对称。叶缘整齐，侧面有7-9对，背面明显凸起，叶面网脉细密。叶的正面为深绿色，在中脉基部被星状毛和简单柔毛覆盖，背面为绿色，被星状毛和简单柔毛。
果梗粗壮，疏被星状毛和简单柔毛。果球形，呈黄棕色，被星状毛和简单柔毛。果顶部具有5个深裂的柱头宿存，背面密被星状毛和简单柔毛。种子多数，卵球形。果期为2-6月。